# Gabriel (film, 2007)
Pour les articles homonymes, voir Gabriel.
Gabriel est un film australien réalisé par Shane Abbess, sorti en 2007.

## Synopsis
Gabriel est envoyé au Purgatoire, qui n'est désormais plus qu'une ville où les ténèbres règnent en maîtres, sous le contrôle des 7 anges déchus, Samaël à leur tête. Gabriel est le septième et dernier archange à arriver dans la ville, les 6 précédents ayant échoué dans leur mission de faire revenir la lumière et l'espoir... Gabriel part à la recherche des autres archanges, qui se cachent et vivent dans la peur, afin de faire triompher la lumière.

## Fiche technique
- Titre : Gabriel
- Réalisation : Shane Abbess
- Scénario : Shane Abbess et Matt Hylton Todd
- Production : Shane Abbess, Anna Katharina Cridland, Wayne Duband, James Michael Vernon et Kristy Vernon
- Sociétés de production : HILT Productions et Redline Films
- Budget : 200 000 dollars australiens (118 000 euros)
- Musique : Brian Cachia
- Photographie : Peter Holland
- Montage : Adrian Rostirolla
- Décors : Victor Lam
- Costumes : Lisa Walpole
- Pays d'origine :  Australie
- Format : Couleurs - 2,35:1 - Dolby Digital - 35 mm
- Genre : Action, fantastique
- Durée : 109 minutes
- Dates de sortie : 
  -  Australie : 15 novembre 2007

## Distribution
- Andy Whitfield (VF : David Krüger) : Gabriel
- Dwaine Stevenson (VF : Patrick Béthune) : Sammael/Michael
- Samantha Noble (VF : Julie Turin) : Jade / Amitiel
- Erika Heynatz (en) : Lilith
- Michael Piccirilli : Asmodeus
- Harry Pavlidis : Uriel
- Jack Campbell : Raphael
- Kevin Copeland (VF : Bruno Henry) : Ahriman
- Brendan Clearkin : Balan
- Matt Hylton Todd : Ithuriel
- Valentino del Toro : Baliel
- Goran D. Kleut : Molloch
- Amy Mathews : Maggie

## Autour du film
- Le tournage s'est déroulé à Heddon Greta et Sydney.
- Dans les premières versions du script, le rôle de Gabriel était confié à Dwaine Stevenson.
- Au départ le script du film était construit afin d'être projeté sous la forme d'une trilogie. Faute de moyens l'idée fut abandonnée et le scenario condensé en un film unique.
- Bien que l’éditeur Sony ait mis l'accent sur la religion chrétienne et notamment catholique lors des opérations promotionnelles du film, celui-ci a banni tout élément qui pourrait rapprocher de telle ou telle religion afin que le spectateur puisse se référer à n'importe laquelle selon Shane Abbess. (Néanmoins on peut voir apparaître subrepticement les stigmates du Christ lors de l'arrivée de Gabriel à la périphérie de la ville Purgatoire.)